# Nina Stemme
Nina Maria Stemme, ursprungligen Thöldte, född 11 maj 1963 i Västerleds församling, Stockholm, är en svensk operasångerska (dramatisk sopran). 

## Biografi och karriär
Nina Stemme är systerdotter till Erik Stemme och kusin med Göran Stemme. Stemme har sjungit på scener runt om i världen bland annat London, New York, Wien, Köln, La Scala i Milano, Göteborg och Stockholm och på många operafestivaler. Hon har spelat Isolde i Wagners Tristan och Isolde, en roll som hon även har gjort under festspelen i Bayreuth.
I Göteborg har hon sjungit Madama Butterfly, Elisabeth i Tannhäuser, Tosca, Fältmarskalkinnan i Rosenkavaljeren och titelrollen i Arabella. Hon har sjungit in Senta i Den flygande holländaren på skiva. Hösten 2005 utkom på EMI en studioinspelning av Tristan och Isolde där hon sjunger emot Plácido Domingo. Denna inspelning beräknades kosta omkring 100 miljoner kronor att genomföra. Alla sångare hade blivit handplockade till sina roller av Plácido Domingo.
2011 utkom en inspelning av Beethovens Fidelio på Decca, live från festspelen i Salzburg. Hon har även utgivit en soloskiva på EMI med verk av Richard Strauss, samt en CD med Wagners Wesendonck-Lieder.
Bland övriga roller för Nina Stemme kan nämnas Sieglinde (som hon gör i Kungliga Operans Ringen-produktion), Amelia i Maskeradbalen, titelrollen i Jenůfa, Leonora i Ödets makt, Salome och Aida. Under 2008 och 2009 gjorde Nina Stemme rollen som Brünnhilde i Ringen på Wiener Staatsoper och 2011 i San Francisco.
Hon har framträtt som Ariadne i Richard Strauss Ariadne på Naxos på Metropolitan, Isolde i Tristan och Isolde samt Leonore i Beethovens Fidelio och Amelia i Verdis Simon Boccanegra på Covent Garden och som Salome i Barcelona. I december 2010 öppnade hon säsongen på La Scala med Brünnhilde i Valkyrian. Enligt pressen fick hon ta emot 15 minuters ovationer.
Vintern 2011–2012 sjöng hon Minnie i Puccinis Flickan från vilda västern i Stockholm. Föreställningen har visats i SVT. Våren 2013 sjöng hon Turandot i Puccinis Turandot och hösten samma år Salome i Richard Strauss Salome. Säsongen 2015–2016 var hon inbokad för nya framträdanden på Metropolitan som Puccinis Turandot, Richard Strauss Elektra, Tristan och Isolde samt vårsäsongen 2017 i Stockholm som Brünnhilde i två kompletta Ringen. År 2017 var hon främsta solist på BBCs Last Night of the Proms där hon bland annat sjöng delar ur Tristan och Isolde och Rule Britannia.

## Priser och utmärkelser
- 1995/96 – Operapriset av Tidskriften OPERA
- 1996 – Birgit Nilsson-stipendiet
- 2004 – Svenska Dagbladets operapris[6]
- 2004 – Ledamot av Kungliga Musikaliska Akademien
- 2005 – Utsågs till ”världens främsta operasångerska” av en tysk expertjury om 50 personer genom tidskriften Opernwelt[7].
- 2006 – Hovsångerska[8]
- 2006 – Spelmannen
- 2008 – Litteris et Artibus[9]
- 2012 – Österrikisk Kammersängerin[10]
- 2012 – Utmärkelsen "Årets sångerska" återigen[7]
- 2013 – Valdes åter till världens främsta operasångerska, denna gång i samband med utdelandet av International Opera Awards.[11]
- 2013 – Ytterligare en prestigefylld utmärkelse; "The editors of Opera News are pleased to announce the honorees for the ninth annual Opera News Awards, paying tribute to five superb artists who have made invaluable contributions to the art form: director Patrice Chéreau, tenor Juan Diego Flórez, mezzo-soprano Christa Ludwig, bass-baritone James Morris and soprano Nina Stemme"[12]
- 2014 - Stockholm stads hederspris[13]
- 2015 – Lunds Studentsångförenings solistpris
- 2016 – Jussi Björlingstipendiet[14]
- 2016 – Medaljen för tonkonstens främjande[15]
- 2016 – Musikexportpriset, hederspris[16]
- 2017 – Per Ganneviks stipendium[17]
- 2017 – S:t Eriksmedaljen[18]
- 2018 – Birgit Nilsson-priset[19]
- 2022 - Bayersk Kammersängerin[20]
- 2023 - Ehrenmitglied der Wiener Staatsoper[21]
- 2023 - San Francisco Opera Medal[22]
- 2025 - Kommendör av första klassen av Vasaorden (KVO1kl)[23]

## Diskografi (urval)
- Isolde i Richard Wagners Tristan und Isolde. (3 CD+ 1 DVD). EMI 7243 5 58006 2 6.
- Richard Strauss, Vier letzte Lieder. Slutscenen ur Capriccio. Slutscenen ur Salome.  EMI Classics 0946 3 78797 2 6. Svensk mediedatabas.
- Isolde i Wagners Tristan und Isolde. Glyndebourne festival. Dir. Jiri Belohlavek. Opus Arte DVD OA 0988 D.
- Isolde i Wagners Tristan und Isolde. Med Katarina Karnéus. Festspielhaus Baden Baden. London Philharminic Orchestra. Dir. Jiri Belohlávek. House of Opera CD14167.
- Leonore i Beethovens Fidelio. Dir. C. Abbado. Salzburger Festspiele. Decca 478 2551 (box), (478 2552, 478 2553). Svensk mediedatabas.
- Titelrollen i Leoš Janáčeks Jenůfa. Dir. Peter Schneider. Live from the Gran Teatre del Liceu, Barcelona, 2005. DVD. Naxos.
- Senta i Wagners Der fliegende Holländer. Dir. D. Parry. Chandos 3119 (2 CD). (Opera in English).
- Lodewijk Mortelmans’ konsert-aria Mignon (Kennst du das Land). Dir. Zsolt Hamar, Flamsk radio-orkester. (In Flanders' Fields, vol. 33). Phaedra 92033. Svensk mediedatabas.
- Titelrollen i Verdis Aida. Zürich Opera. Dir. A. Fisher. DVD. BelAir Classics BAC022.
- The First Placido Domingo International Voice Competition – Gala Concert. Dir. E. Kohn. Sony classical 01-046691-10. Svensk mediedatabas.
- Fältmarskalkinnan i Strauss Der Rosenkavalier. Chor des Zürcher Opernhauses. Nina Stemme, Malin Hartelius m.fl. Zürich. Dir. Franz Welser-Möst. DVD. EMI.
- Leonora i Verdis La Forza del Destino.  Chor und Orchestra der Wiener Staatsoper, dir. Zubin Mehta. DVD. Unitel classics PROFIL 708108.
- Victoria and She/soprano i Lidholm, Ingvar, Ett drömspel, opera i förspel och två akter. Med Håkan Hagegård. Caprice CAP 22029:1-2. (2 CD). Svensk mediedatabas.
- Brünnhilde i Wagners Der Ring des Nibelungen. Live San Francisco 2011. Premiere Opera. (www.premiereopera.net).
- Isolde i Wagners Tristan och Isolde. Rundfunk-Sinfonieorchester Berlin, live 2012-03-27. Dir. Marek Janowski. PentatoneClassics PTC 5186404.
- Elisabeth i Wagners Tannhäuser. Dir. Marek Janowski. PentatoneClassics PTC 5186405.
- Brünnhilde i Wagners Die Walküre. Milano, La Scala 2010. Dir. D: Barenboim. Arthaus Musik DVD 101 695.
- Brünnhilde i Wagners Siegfried. Milano, La Scala 2012. Dir. D. Barenboim. Arthaus Musik DVD 101 695.
- Minnie i Puccinis The Girl of the Golden West. Kungliga Operan, Stockholm. Dir. Morandi. Premiere Opera. CD 10187. (premiereopera.com). Även som DVD. BelAir Classics BAC022.
- Brünnhilde i Wagners Die Walküre. Jonas Kaufmann, Anja Kampe, René Pape. Mariinsky Orchestra, dir. Valery Gergiev. MARO527.
- Titelrollen i Richard Strauss Ariadne på Naxos. Med Katarina Karnéus. Grand Théâtre de Genève. Dir Jeffrey Tate. House of Opera CD10617.
- Titelrollen i Richard Strauss Arabella. Göteborg 2006. Dirigent Olaf Henzold. Med Anders Larsson, Anders Lorentzson med flera. House of Opera Gothenburg CD10535 (www.operapassion.com).
- Sieglinde i Wagners Die Walküre. Dir. Franz Welser-Möst. Wiener Staatsoper 2 december 2007. Orfeo C875 131B.
- Titelrollen i Puccinis Turandot. Kungliga Operan, Stockholm 16 februari 2013. Premiere Opera CD 9650-2. (premiereopera.com).
- Wagners Wesendonck-Lieder. Swedish Chamber Orchestra. Dir. Thomas Dausgaard. BIS 2022.
- Wagners Wesendonck-Lieder; Gösta Nystroems Sånger vid havet; August de Boecks 7 franska sånger. Jozef De Beenhouwer, piano. (In Flanders' Fields, vol. 40). Phaedra 92040.
- Wagners Wesendonck-Lieder. Salzburg Festival. Dir. Mariss Jansons. DVD Euroarts. Källa: amazon.co.uk
- Brünnhilde i Wagners Die Walküre. PROMS, London 2013. Dir. Daniel Barenboim. Premiere Opera CD 10110-3  (premiereopera.com).
- Brünnhilde i Wagners Siegfried. PROMS, London 2013. Dir. Daniel Barenboim. Premiere Opera CD 10111-3 (premiereopera.com).
- Brünnhilde i Wagners Götterdämmerung. PROMS, London 2013. Dir. Daniel Barenboim. Premiere Opera CD 10112-4. (premiereopera.com).
- Titelrollen i Puccinis Turandot. Coro e Orchestra del Teatro alla Scala. Dir. Ricardo Chailly. DVD. Decca VR17-0148. VR17-0147 (blu-ray).Svensk musikdatabas.

Det finns två helt skilda skivbolag som båda har namnet Premiere Opera. premiereopera.net (som aldrig har nummerbeteckningar på sina utgåvor) samt premiereopera.com